# Collegio uninominale Campania - 07 (2017)
Il collegio elettorale uninominale Campania - 07 è stato un collegio elettorale uninominale della Repubblica Italiana per l'elezione del Senato tra il 2017 ed il 2022.

## Territorio
Come previsto dalla legge elettorale italiana del 2017, il collegio era stato definito tramite decreto legislativo all'interno della circoscrizione Campania.
Era formato da parte del territorio del comune di Napoli: le circoscrizioni Arenella, Barra, Miano, Piscinola, Poggioreale, Ponticelli, San Carlo all'Arena, San Giovanni a Teduccio, San Pietro a Patierno, Scampia, Secondigliano, Vicaria, Vomero e Zona Industriale.
Il collegio era parte del collegio plurinominale Campania - 02.

## Eletti
| Elezione | Elezione | Senatore        | Partito                  | Note                         |
| -------- | -------- | --------------- | ------------------------ | ---------------------------- |
|          | 2018     | Franco Ortolani | Movimento 5 Stelle       | Deceduto il 22 novembre 2019 |
|          | 2020 (S) | Sandro Ruotolo  | Indipendente di Sinistra | Eletto il 23 febbraio 2020   |

## Dati elettorali

### XVIII legislatura
Come previsto dalla legge elettorale, 116 senatori erano eletti con sistema a maggioranza relativa in altrettanti collegi uninominali a turno unico.
| Candidati              | Candidati                 | Voti    | %     | Liste                           | Voti    | %     |
| ---------------------- | ------------------------- | ------- | ----- | ------------------------------- | ------- | ----- |
|                        | Franco Ortolani ✔️ Eletto | 108 189 | 53,17 | Movimento 5 Stelle              | 108 189 | 53,17 |
|                        | Salvatore Guangi          | 46 018  | 22,61 | Forza Italia                    | 33 994  | 16,71 |
| Lega                   | Salvatore Guangi          | 46 018  | 22,61 | 5 462                           | 2,68    |       |
| Fratelli d'Italia      | Salvatore Guangi          | 46 018  | 22,61 | 5 334                           | 2,62    |       |
| Noi con l'Italia - UDC | Salvatore Guangi          | 46 018  | 22,61 | 1 228                           | 0,60    |       |
|                        | Gioacchino Alfano         | 33 354  | 16,39 | Partito Democratico             | 28 918  | 14,21 |
| +Europa                | Gioacchino Alfano         | 33 354  | 16,39 | 3 051                           | 1,50    |       |
| Civica Popolare        | Gioacchino Alfano         | 33 354  | 16,39 | 768                             | 0,38    |       |
| Italia Europa Insieme  | Gioacchino Alfano         | 33 354  | 16,39 | 617                             | 0,30    |       |
|                        | Antonio Nocchetti         | 7 933   | 3,90  | Liberi e Uguali                 | 7 933   | 3,90  |
|                        | Patrizia Turchi           | 4 650   | 2,29  | Potere al Popolo!               | 4 650   | 2,29  |
|                        | Salvatore Di Marino       | 1 318   | 0,65  | Il Popolo della Famiglia        | 1 318   | 0,65  |
|                        | Alessandra Panzera        | 866     | 0,43  | CasaPound                       | 866     | 0,43  |
|                        | Annamaria Arpaia          | 497     | 0,24  | Italia agli Italiani            | 497     | 0,24  |
|                        | Alfredo Palumbo           | 419     | 0,21  | PRI - ALA                       | 419     | 0,21  |
|                        | Fiammetta Fossati         | 247     | 0,12  | Per una Sinistra Rivoluzionaria | 247     | 0,12  |
| Totale                 | Totale                    | 203 491 | 100   |                                 | 203 491 | 100   |
|                        |                           |         |       |                                 |         |       |
| Voti non validi        | Voti non validi           | 4 650   | 2,23  |                                 |         |       |
| Votanti                | Votanti                   | 208 141 | 60,92 |                                 |         |       |
| Elettori               | Elettori                  | 341 677 |       |                                 |         |       |

### XVIII legislatura: elezioni suppletive
|                               | Sandro Ruotolo ✔️ Eletto | Napoli con Ruotolo                      | 16 243  | 48,45 |  |  |  |  |  |
|                               | Salvatore Guangi         | Lega - Forza Italia - Fratelli d'Italia | 8 066   | 24,06 |  |  |  |  |  |
|                               | Luigi Napolitano         | Movimento 5 Stelle                      | 7 533   | 22,47 |  |  |  |  |  |
|                               | Giuseppe Aragno          | Potere al Popolo!                       | 865     | 2,58  |  |  |  |  |  |
|                               | Riccardo Guarino         | Rinascimento Partenopeo                 | 819     | 2,44  |  |  |  |  |  |
| Totale                        | Totale                   | Totale                                  | 33 526  | 100   |  |  |  |  |  |
|                               |                          |                                         |         |       |  |  |  |  |  |
| Voti non validi               | Voti non validi          | Voti non validi                         | 483     | 1,42  |  |  |  |  |  |
| Votanti                       | Votanti                  | Votanti                                 | 34 009  | 9,52  |  |  |  |  |  |
| Elettori                      | Elettori                 | Elettori                                | 357 299 |       |  |  |  |  |  |
|                               |                          |                                         |         |       |  |  |  |  |  |
| Data: 23 febbraio 2020        |                          |                                         |         |       |  |  |  |  |  |
| Fonte: Ministero dell'interno |                          |                                         |         |       |  |  |  |  |  |